# Joško Domorocki
Joško Domorocki (Sarajevo, 30. studenoga 1917. – Split, 6. siječnja 1992.) bio je jugoslavenski nogometaš i nogometni trener.

## Karijera

### Igračka karijera
Kao sedamnaestogodišnjak debitirao je za jedan od najboljih sarajevskih klubova u to vrijeme, Hajduk. Nakon odlaska u vojsku, u Beogradu je bio igrač Jugoslavije tijekom čega je nastupao za B momčad jugoslavenske reprezentacije. Godine 1940. se vraća u Sarajevo gdje do kraja rata igra za SAŠK. Nakon toga kratko igra za Udarnik i Jedinstvo te prelazi u Željezničar.
Za Željezničar je odigrao više od stotinu utakmica. Godine 1947. osnovan je novi sarajevski klub Torpedo te je od tadašnjih vlasti naloženo da osam najboljih igrača Željezničara, među kojima i Domorocki, mora biti ustupljeno novom klubu što je Domorocki odbio čime je postao jedan od legendarnih nogometaša Željezničara.

### Trenerska karijera
Bio je trener mlađih kategorija Željezničara.